# Anopheles recens
Anopheles recens är en tvåvingeart som beskrevs av Sallum och EL Peyton 2005. Anopheles recens ingår i släktet Anopheles och familjen stickmyggor. Inga underarter finns listade i Catalogue of Life.